# John Persaud
John Persaud (mit vollem Namen: John Derek Persaud, * 28. August 1956 in Georgetown) ist ein guyanischer Geistlicher und römisch-katholischer Bischof von Mandeville.

## Leben
John Persaud studierte ab 1975 Philosophie und Katholische Theologie am Priesterseminar St. John Vianney and Uganda Martyrs auf Trinidad. Er empfing am 14. Juli 1985 das Sakrament der Priesterweihe für das Bistum Georgetown.
Nach der Priesterweihe war John Persaud als Seelsorger an der Cathedral of the Immaculate Conception in Georgetown tätig. 1989/1990 absolvierte er ein postgraduales Studium der Religionspädagogik am Institute of Religious Education in Dundalk (Irland). Von 1992 bis 1997 war Persaud Pfarrer der Pfarrei Holy Rosary, bevor er für weiterführende Studien nach Rom entsandt wurde. Nachdem er 1999 an der Päpstlichen Universität Urbaniana ein Lizenziat im Fach Kanonisches Recht erworben hatte, kehrte er in seine Heimat zurück und wurde Diözesankanzler. Von 2001 bis 2012 war John Persaud Pfarradministrator der Cathedral of the Immaculate Conception und Generalvikar des Bistums Georgetown. 2012 wurde er Gerichtsvikar am Kirchengericht der Kirchenprovinz Port of Spain. Persaud war von 2014 bis 2018 als Sekretär der Antillischen Bischofskonferenz tätig. Danach wurde er Bischofsvikar für den Klerus und erneut Generalvikar des Bistums Georgetown sowie Pfarradministrator der Cathedral of the Immaculate Conception und Richter am Kirchengericht.
Am 19. Juni 2020 ernannte ihn Papst Franziskus zum Bischof von Mandeville. Der Erzbischof von Kingston in Jamaika, Kenneth Richards, spendete ihm am 19. September desselben Jahres in der Kathedrale St. Paul of the Cross in Mandeville die Bischofsweihe; Mitkonsekratoren waren der emeritierte Erzbischof von Kingston in Jamaika, Charles Henry Dufour, und der Bischof von Montego Bay, Burchell Alexander McPherson.